# 解放街戚氏宅
解放街戚氏宅是泰州市高港区一处保存较好的明代建筑，位于口岸街道口岸社区解放街（旧名庆元街）60号，为明代天启年间戚世光高中进士后所建的进士第，占地面积1906平方米，包括门厅、对厅、敞厅、卷厅、堂屋和后花园，拥有明代诰命龛盒和黄杨古树。2010年公布为泰州市文物保护单位　。2019年3月20日，解放街戚氏宅公布为第八批江苏省文物保护单位。